# Greta Thunberg
Greta Tintin Eleonora Ernman Thunberg (Estocolmo, 3 de janeiro de 2003) é uma ativista ambiental sueca. É conhecida por ter protestado fora do prédio do parlamento sueco, e por ser a líder do movimento Greve das escolas pelo clima.
O ativismo de Greta Thunberg começou depois de convencer seus pais a adotar várias opções de estilo de vida para reduzir sua própria pegada de carbono. Em agosto de 2018, Thunberg ausentava-se das aulas para protestar, próxima ao parlamento sueco, exigindo por mais ações para mitigar as mudanças climáticas por parte dos políticos de seu país. Eventualmente, estudantes de outras comunidades se organizaram para protestos semelhantes ao de Greta Thunberg. Juntos, Thunberg e os milhares de estudantes que começaram a segui-la fizeram manifestações pelo clima em diversos países, chamado de Sextas para o Futuro. Depois que Thunberg discursou na Conferência das Nações Unidas sobre Mudança Climática de 2018, greves estudantis aconteceram todas as semanas em algum lugar do mundo. Para evitar voar e emitir carbono, Thunberg atravessou o Oceano Atlântico via veleiro para chegar aos Estados Unidos, onde participou da Cúpula das Nações Unidas sobre Ação Climática de 2019. Seu discurso lá, no qual ela exclamou "How dare you" ("como você se atreve" em português), foi amplamente retomado pela imprensa e incorporado à música. Como adulta, seus protestos incluíram tanto manifestações pacíficas quanto atos de desobediência civil, como desafiar ordens legais para se dispersar, o que levou a prisões, condenações e uma absolvição. Seu ativismo evoluiu para incluir outras causas, apoiando a Ucrânia, a Palestina e a Armênia em seus respectivos conflitos com a Rússia, Israel e Azerbaijão.
Sua repentina ascensão à fama mundial a tornou uma ativista líder, apesar dos criticismos crescentes. Sua influência no cenário mundial foi descrita pelo jornal The Guardian e outros jornais como o "efeito Greta". Ela recebeu inúmeras honrarias e prêmios, incluindo uma bolsa honorária da Royal Scottish Geographical Society, inclusão nas 100 pessoas mais influentes do Time, sendo a pessoa mais jovem do prêmio Pessoa do Ano da revista, inclusão na lista das 100 Mulheres Mais Poderosas do Mundo de acordo com a Forbes em 2019, e duas indicações consecutivas para o Prêmio Nobel da Paz (2019 e 2020).

## Biografia
Greta Thunberg nasceu em 3 de janeiro de 2003. Sua família tem uma ligação muito grande com o entretenimento e as artes. Sua mãe Malena Ernman é uma cantora de ópera do país e música pop, chegando a representar a Suécia no Festival Eurovisão da Canção de 2009, e seu pai é o ator Svante Thunberg, enquanto seus avós paternos são o ator e diretor Olof Thunberg e a também atriz Mona Andersson.
Greta Thunberg foi diagnosticada com síndrome de Asperger (Atualmente chamado de transtorno do espectro autista), TDAH, transtorno obsessivo-compulsivo, mutismo seletivo e depressão. Embora reconheça algumas dificuldades por causa de seu diagnóstico, Thunberg diz que dependendo das circunstâncias, "ser diferente é um superpoder".
Thunberg é vegetariana e ativista pelo direito dos animais.

## Ativismo

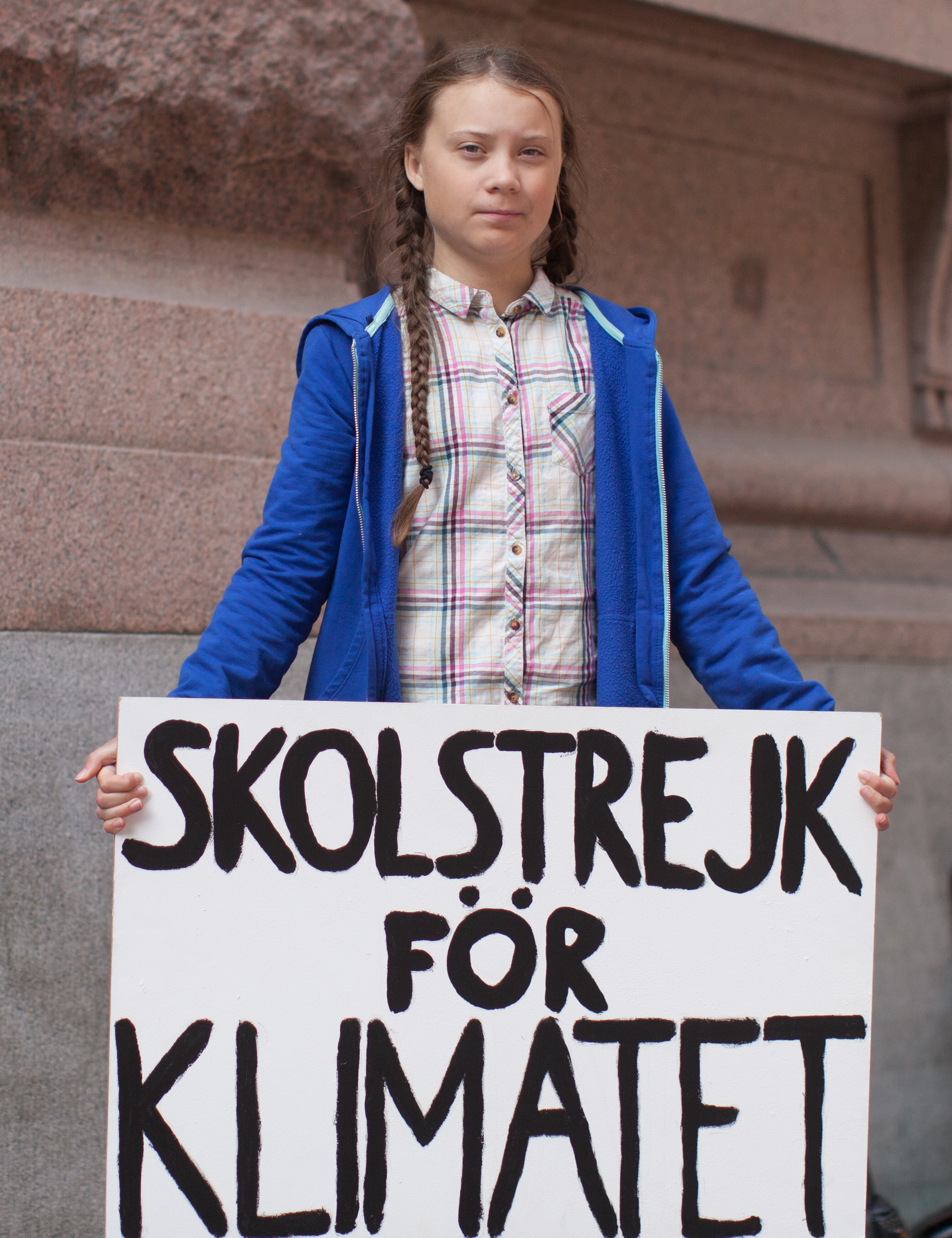
Greta Thunberg segurando uma placa de protesto escrita "Greves escolares pelo clima".

Em 20 de agosto de 2018, Thunberg, cursando o nono ano na Suécia, decidiu não frequentar a escola até as eleições gerais de 2018 na Suécia, em 9 de setembro, depois de ondas de calor e incêndios na Suécia. Seus pedidos foram que o governo da Suécia reduzisse as emissões de carbono, de acordo com o Acordo de Paris, e protestou sentando-se do lado de fora do Riksdag, o parlamento de seu país, todos os dias, durante o horário escolar com o sinal de "Skolstrejk för klimatet" (de greve da escola pelo clima em português).
Após as eleições gerais, continuou a greve somente nas sextas-feiras, que ganhou atenção mundial. Protestos semelhantes foram organizados em outros países, como a Holanda, a Alemanha, a Finlândia e a Dinamarca. Na Austrália, milhares de estudantes foram inspirados por Thunberg a fazer greve na sexta-feira, ignorando os comentários do Primeiro-Ministro Scott Morrison que diziam "mais de aprendizagem nas escolas e menos ativismo".
No Twitter, usou hashtags e disseminou a consciência online. Thunberg participou na manifestação Rise for Climate (Erga-se pelo clima em português) em frente ao Parlamento Europeu, em Bruxelas, e a Declaração de Rebelião organizada pela Extinção Rebelião em Londres.
Em 4 de dezembro de 2018, Thunberg abordou a COP24 das Nações Unidas para a cúpula das alterações climáticas. Em sua declaração para o COP24 em 12 de dezembro de 2018 na assembleia plenária, observouː
Mas para o fazer, temos de falar claramente, por muito desconfortável que isso possa ser. Só se fala de crescimento econômico verde e eterno porque se tem demasiado medo de ser impopular. Só se fala em avançar com as mesmas más ideias que nos meteram nesta confusão, mesmo quando a única coisa sensata a fazer é puxar o freio de emergência. Vocês não são maduros o suficiente para dizer que a situação é essa. Até esse fardo vocês deixam para nós, crianças.— Greta Thunberg
No dia 17 de janeiro de 2023, foi presa durante um protesto contra a demolição de uma vila para a construção de uma mina de carvão, nas cercanias da cidade de Luetzerath, na Alemanha.

### Discursos

#### Extinction Rebellion
Em Londres em outubro de 2018, escreveu a 'Declaração de Rebelião' organizada pelo Extinction Rebellion, um movimento político-social que utiliza de formas não violentas sob o argumento de chamar a atenção sobre as ações governamentais em diversos países no combate as mudanças climáticas, se opondo aos parlamentos nacionais. Disse: "Estamos enfrentando uma crise sem precedentes que nunca foi tratada como uma crise e nossos líderes estão agindo como crianças. Nós precisamos acordar e mudar tudo".

#### TEDxStockholm

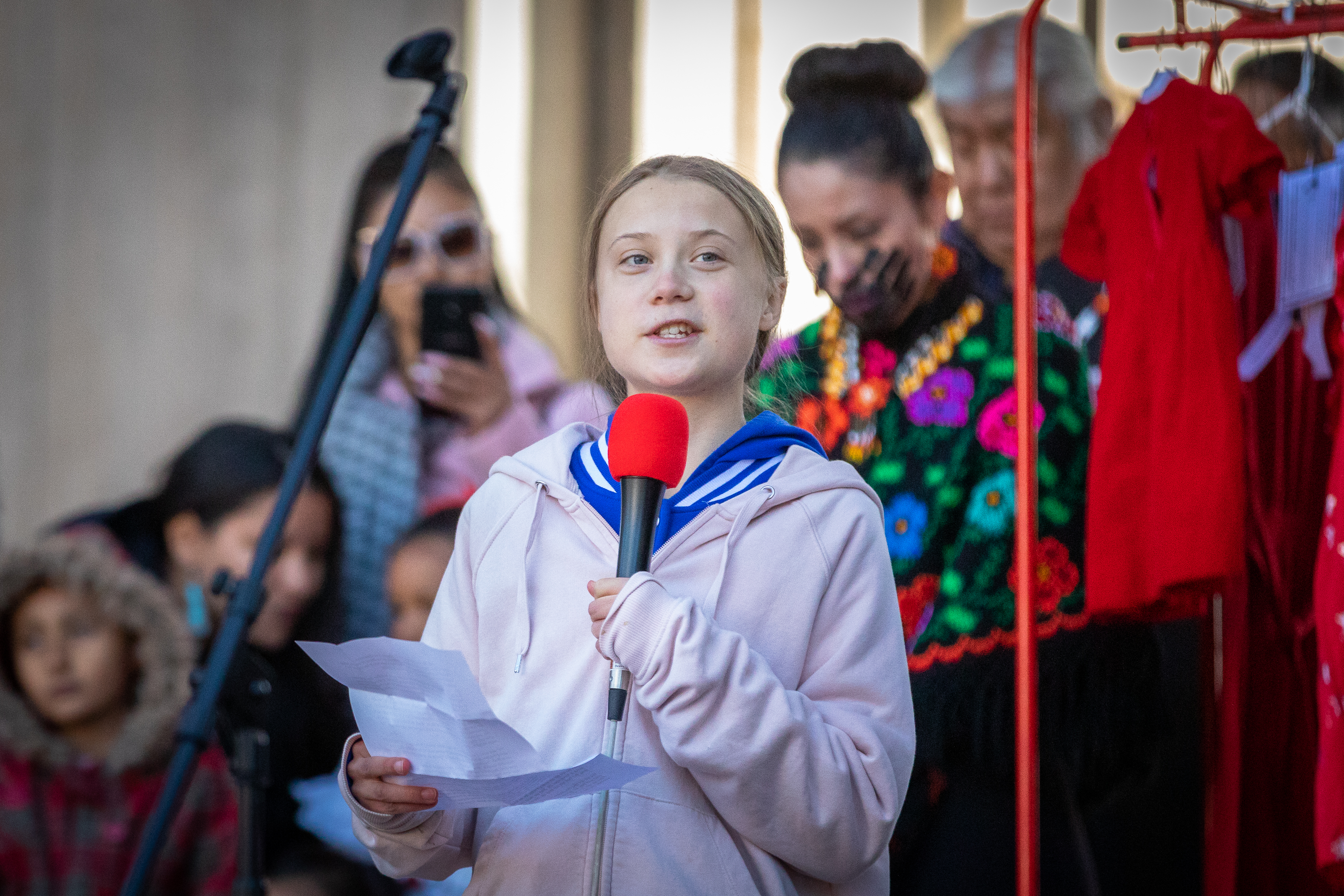
Greta em Denver, Estados Unidos.

Em 24 de novembro de 2018, falou no TEDxStockholm. Falou sobre quando percebeu, com 8 anos de idade, que as mudanças climáticas existiam e ficou imaginando o motivo de não ser manchete em todos os canais, como se tivesse uma guerra acontecendo. Disse que não foi a escola para se tornar uma cientista do clima, como alguns sugeriram, porque a ciência chegou ao seu fim e somente restaram a negação, ignorância e a inatividade. Especulando que seus filhos e seus netos lhe perguntariam o motivo pelo qual eles não agiram em 2018 enquanto ainda restava tempo, concluiu que "nós não podemos mudar o mundo jogando pelas regras, porque as regras precisam ser mudadas".

#### COP24
Greta enviou uma carta para à Conferência das Nações Unidas pelas Mudanças Climáticas, conhecida como COP24, em 4 de dezembro de 2018, e também falou diante da plenária em 12 de dezembro de 2018. Durante a conferência, participou também em um painel falando junto aos representantes da fundação "Nós Não Temos Tempo" (fundação Nós Não Temos Tempo, em português), na qual falou sobre o início da greve escolar.

## Críticas e respostas

### Críticas a Thunberg e sua campanha
Greta Thunberg e sua campanha foram criticadas por políticos e outros; o primeiro-ministro da Austrália Scott Morrison, a chanceler alemã Angela Merkel, o presidente russo Vladimir Putin, o presidente americano Donald Trump, o presidente da França Emmanuel Macron, o primeiro ministro italiano Giuseppe Conte, OPEP e alguns comentaristas da mídia. As críticas variam de ataques pessoais a alegações de que ela simplifica demais as questões complexas envolvidas.
Em Julho de 2019, a Agence France-Presse informou que o secretário-geral da OPEP (Organização dos Países Exportadores de Petróleo) Mohammed Barkindo "reclamou do que chamou de ataques 'não científicos' à indústria do petróleo por ativistas da mudança climática, chamando-os de 'talvez a maior ameaça para a nossa indústria daqui para frente'", e disse que estava aparentemente referindo-se "à recente onda de greves escolares inspiradas no movimento' sextas-feiras para o futuro' da adolescente sueca Greta Thunberg". Thunberg e outros ativistas climáticos responderam classificando tais comentários como uma distinção de honra.
Após a ação de Thunberg contra a França, a Alemanha e outros países que não cumpriram suas metas de redução de emissões do Acordo de Paris, Emmanuel Macron disse: "essas posições radicais (como as defendidas por Thunberg) antagonizam nossas sociedades... Ela deve se concentrar naqueles que estão postergando, os que estão mais longe... Não sinto que os governos franceses ou alemães estejam tentando postergar". A secretária de Estado francesa para a transição ecológica e inclusiva Brune Poirson também a criticou, dizendo que "ela não sabe que soluções está apresentando", acrescentando que "você não pode se mobilizar com base no desespero, ou até no ódio". Em uma coluna de opinião, Christopher Caldwell afirmou que a abordagem direta de Thunberg às mudanças climáticas colocará manifestantes em conflito com as complexidades da tomada de decisões nas democracias ocidentais. Madeline Grant, escrevendo no Daily Telegraph, disse que Thunberg é "uma santa do ambientalismo", enquanto Guillaume Larrivé, candidato à liderança dos republicanos na França, a chama de "Guru do Apocalipse".
Em Setembro de 2019, Donald Trump compartilhou um vídeo em que Thunberg fala sobre os líderes mundiais em tom agressivo, juntamente com uma citação dela de que "as pessoas estão morrendo, ecossistemas inteiros estão em colapso. Estamos no início de uma extinção em massa". Trump escreveu sobre Thunberg, twittando: "Ela parece uma jovem muito feliz, ansiosa por um futuro brilhante e maravilhoso. É tão bom ver isso!" Thunberg reagiu alterando sua biografia no Twitter para corresponder à sua descrição e afirmando que ela não podia "entender por que os adultos escolheriam zombar de crianças e adolescentes por apenas se comunicarem e agirem conforme a ciência quando poderiam fazer algo de bom".
Em Outubro de 2019, Vladimir Putin descreveu Thunberg como uma "jovem gentil e muito sincera", enquanto sugeria que ela estava sendo manipulada para servir interesses obscuros. Putin a criticou por estar "mal-informada": "Ninguém explicou a Greta que o mundo moderno é complexo e diferente e as pessoas na África e em muitos países asiáticos querem viver com o mesmo nível de riqueza que na Suécia". Semelhante à sua reação a Trump, Thunberg atualizou sua biografia no Twitter para refletir a descrição de Putin.
Em dezembro de 2019, Thunberg twittou "Os povos indígenas estão sendo literalmente assassinados por tentar proteger a floresta (sic) do desmatamento ilegal. Uma e outra vez. É vergonhoso que o mundo permaneça calado sobre isso". Ao ser questionado sobre esse assunto dois dias depois, o presidente do Brasil Jair Bolsonaro respondeu: "Greta disse que os índios estão morrendo porque tentam proteger a Amazônia. É impressionante como a mídia dá voz a essa pirralha". No mesmo dia, Thunberg mudou sua descrição do Twitter para "pirralha", a palavra em português usada por Bolsonaro.

### Críticas contra os ataques a Thunberg
Em Agosto de 2019, Scott Walsman escreveu na Scientific American que os detratores de Thunberg "lançam ataques pessoais", "criticam (seu) autismo" e "cada vez mais dependem de ataques ad hominem para diminuir sua influência".
Escrevendo no The Guardian, Aditya Chakrabortty disse que colunistas como Brendan O'Neill, Toby Young, o blog Guido Fawkes, bem como Helen Dale e Rod Liddle no The Spectator e The Sunday Times estavam fazendo "ataques pessoais feios" a Thunberg. Como parte de sua negação às mudanças climáticas, o partido de direita Alternativa para a Alemanha atacou Thunberg "de maneira bastante cruel", segundo Jakob Guhl, pesquisador do Instituto para o Diálogo Estratégico.
Um comentário de Arron Banks no Twitter destacando que "acidentes de iatismo ocorrem em Agosto..." indignou vários integrantes do parlamento, celebridades e acadêmicos. Tanja Bueltmann, fundadora da EU Citizens' Champion, disse que Banks "invocou o afogamento de uma criança" para sua própria diversão e observou que a maioria dos que atacam Thunberg "são homens brancos de meia-idade, à direita do espectro político". Escrevendo no The Guardian, Gaby Hinsliff, disse que Thunberg se tornou "a nova frente da guerra cultural do Brexit", argumentando que o ultraje gerado por ataques pessoais a Thunberg por Brexiteers "lhes dá o bem-vindo oxigênio da publicidade".
Em entrevista à Suyin Haynes para a Time, Greta analisa as críticas que recebe on-line: "É bastante hilário quando a única coisa que as pessoas podem fazer é zombar de você ou falar sobre sua aparência ou personalidade, pois significa que elas não têm argumentos. Ou nada mais a dizer".

## Prêmios e honrarias
Greta Thunberg foi uma das vencedoras do artigo de debate do Svenska Dagbladet em uma competição sobre o clima para os jovens em maio de 2018. Thunberg foi indicada para o prêmio da empresa de eletricidade Telge Energi para crianças e jovens que promovem o desenvolvimento sustentável, o Prêmio do Clima para Crianças, mas recusou porque os finalistas teriam de voar para Estocolmo. Em dezembro de 2018, a revista Time nomeou Thunberg uma dos 25 adolescentes mais influentes do mundo daquele ano. Em novembro de 2018, recebeu a bolsa Fryshuset de jovem modelo do ano.
Em 8 de março de 2019, Thunberg foi nomeada Mulher Sueca do Ano pela Swedish Women's Educational Association. Em 13 de março, dois deputados do parlamento sueco e três deputados do parlamento norueguês nomearam Thunberg como candidata ao Prêmio Nobel da Paz. Os políticos que indicaram explicaram sua decisão argumentando que o aquecimento global será a causa de "guerras, conflitos e refugiados" se nada for feito para detê-lo. Thunberg respondeu que ficou "honrada e muito grata" pela indicação. Entretanto, o prêmio foi para o primeiro-ministro  da Etiópia Abiy Ahmed, como resultado de suas ações para terminar a Guerra Eritreia-Etiópia que durava mais de 20 anos em 2018. Se Thunberg tivesse ganhado o Prêmio Nobel da Paz, ela teria se tornado a pessoa mais jovem a recebê-lo. Em 31 de março, Thunberg recebeu o prêmio alemão Goldene Kamera de Proteção Climática Especial. Em 1 de abril de 2019, o Prix Liberté da região francesa da Normandia foi concedido a Thunberg, que recebeu em Caen, no norte da França, em 21 de julho daquele ano. Além de um troféu, 25 mil euros para promover sua iniciativa. Thunberg disse que doaria o prêmio em dinheiro a quatro organizações que trabalham pela justiça climática e ajudam áreas já afetadas pela mudança climática.

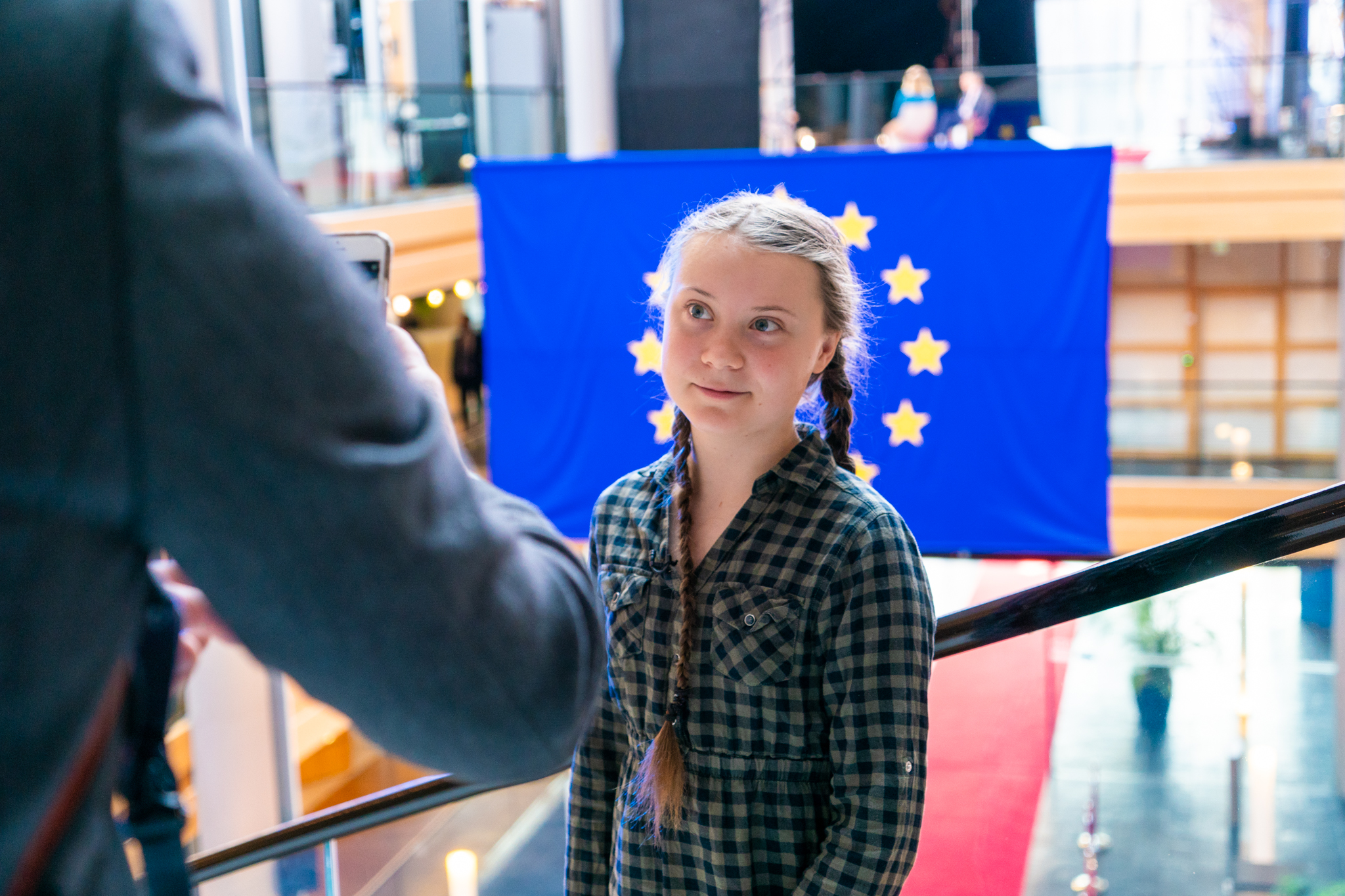
Greta no Parlamento Europeu em abril de 2019.

Em 12 de abril de 2019, Thunberg compartilhou o prêmio Fritt Ord, que comemora a liberdade de expressão, com a organização Nature and Youth. Na organização conferencista, Fritt Ord observou seu determinado ativismo comprometido mesmo diante do assédio generalizado online e da mídia. Thunberg doou sua parte do prêmio em dinheiro a uma ação que visa interromper a exploração de petróleo norueguês no Ártico. No mesmo mês, a revista Time nomeou Thunberg como uma das 100 pessoas mais influentes de 2019. No mesmo mês, a organização chilena, Fundación Milarepa para el Diálogo con Asia, liderada por Mario Aguilar, da Universidade de St. Andrews, anunciou que Thunberg havia sido selecionada como a vencedora do prêmio Laudato Si' da organização. O Prêmio Webby nomeou Thunberg para o "Movimento Social Webby do Ano" de 2019.
Em maio de 2019, a Universidade de Mons anunciou que concedeu uma Doctor Honoris Causa a Thunberg. O diploma de doutorado e as insígnias foram concedidos na abertura oficial do ano acadêmico 2019-2020 da universidade, em 10 de outubro de 2019. Thunberg não pôde estar presente na cerimônia, mas agradeceu a universidade em um vídeo. Em maio de 2019, o artista Jody Thomas pintou um mural de Thunberg com 15 metros de altura em uma parede de um edifício em Bristol. O mural retrata a metade inferior do rosto de Greta como se estivesse sob o aumento da água do mar.
Em maio de 2019, Thunberg foi destaque na capa da revista Time, onde foi descrita como um modelo a ser seguido, e uma das "líderes da próxima geração". Em maio de 2019, a Vice lançou um documentário de 30 minutos, Make the World Greta Again. Apresenta entrevistas com vários líderes de protesto juvenil na Europa.
Em 7 de junho de 2019, a Amnesty International anunciou que entregará a Thunberg seu prêmio de maior prestígio, o Prémio Embaixador de Consciência, por sua liderança no movimento climático. Thunberg disse então que o prêmio pertence igualmente a todos os que participaram do movimento Fridays for Future, a greve das escolas pelo clima. A ativista disse que o prêmio é "para todas as milhões de pessoas, jovens de todo o mundo que juntos formam o movimento chamado Fridays for Future".
Em julho de 2019, Thunberg recebeu a Medalha Ambiental Geddes pela Real Sociedade Geográfica Escocesa, que automaticamente a concedeu uma bolsa honorária.
A edição de setembro de 2019 da capa da revista British Vogue contou com Thunberg (junto com quinze mulheres); a capa foi criada pela editora convidada Meghan, Duquesa de Sussex.
Em 3 de setembro de 2019, Thunberg recebeu o primeiro Game Changer Award no GQ "Men of the Year Awards 2019". O prêmio foi projetado especificamente para ela. Em 25 de setembro de 2019, Thunberg foi nomeada como uma das quatro vencedoras do Prêmio Right Livelihood de 2019, conhecido como o Prêmio Nobel alternativo da Suécia. Thunberg ganhou o prêmio "por inspirar e ampliar demandas políticas por ações climáticas urgentes que refletem fatos científicos", afirmou a Fundação Right Livelihood em um comunicado. Em 27 de setembro de 2019, Thunberg foi premiada com Cidadania honorária à cidade de Montreal, Canadá, pela prefeita Valérie Plante. Ao receber a cidadania honorária, Thunberg disse: "Estou incrivelmente honrada". Ela estava em Montreal para a Greve Global pelo Clima, onde mais de 500 000 pessoas marcharam convidando os líderes políticos a agir contra as mudanças climáticas e se reuniram com a prefeita Plante depois de fazer um discurso para os manifestantes em massa.
Em 1 de outubro de 2019, a The Entomologist's Monthly Magazine publicou um artigo acadêmico em que uma espécie de besouro recém-identificada (Nelloptodes gretae) recebeu o nome "Thunberg". O autor, o cientista Dr. Michael Darby, disse que escolheu o nome porque ficou "imensamente impressionado" com a campanha ambiental da adolescente sueca, e queria agradecer sua excelente contribuição na conscientização sobre questões ambientais.
Em 4 de outubro de 2019, em nome da KidsRights Foundation, Desmond Tutu anunciou que Thunberg, juntamente com Divina Maloum, de 14 anos, de Camarões, recebeu o Prêmio internacional da Criança de 2019. "Estou admirado com você", disse Tutu. "Sua poderosa mensagem é amplificada por sua energia juvenil e sua crença inabalável de que as crianças não podem melhorar seu próprio futuro. Vocês são verdadeiros criadores de mudanças que demonstraram de maneira mais poderosa que as crianças podem mover o mundo". O prêmio foi concedido em 20 de novembro de 2019 em uma cerimônia em Haia.
Em 8 de outubro de 2019, Thunberg, juntamente com a ativista climática adolescente nativa americana Tokata Iron Eyes, participou de um painel climático no lado de Dakota do Norte da da Reserva Indígena de Standing Rock. No final do painel de discussão, Thunberg foi homenageada com o nome Lakota —Mahpiya Etahan oi wi— pelo ex-presidente de Standing Rock, Jay Taken Alive. O nome Lakota de Thunberg traduzido para o inglês significa: "Mulher que veio do céu". Os membros tribais dizem que ela está despertando o mundo e eles mantêm sua missão.
Em 29 de outubro de 2019, Thunberg recebeu o Prêmio do Meio Ambiente do Conselho Nórdico de 2019, mas recusou-se a aceitar o prêmio ou o prêmio em dinheiro de 52 000 dólares. Greta agradeceu a premiação, antes de dispensá-la. "É uma enorme honra. Mas, o clima não precisa de mais premiações", afirmou Greta em uma nota que também foi lida por ativistas na cerimônia de premiação em Estocolmo. "O que precisamos é que nossos governantes e políticos escutem as melhores pesquisas científicas atuais, e não prêmios".
Em 11 de novembro de 2019, os prêmios da revista Glamour Mulher do Ano foram apresentados. Jane Fonda aceitou em nome de Thunberg que leu a declaração de Thunberg: "Estou incrivelmente honrada por ter recebido esse prêmio... Se uma nerd adolescente sueca de ciência que se recusa a voar, e que nunca usou maquiagem ou foi a um cabeleireiro pode ser escolhida como uma Mulher do Ano por uma das maiores revistas de moda do mundo, então acho que quase nada é impossível. Isso é esperançoso, porque é disso que precisamos agora para evitar uma catástrofe climática. Nós devemos fazer o impossível. Obrigada".
Em 11 de dezembro de 2019, a revista Time nomeou Thunberg a Pessoa do Ano. Ela foi a pessoa mais jovem a ser nomeada Pessoa do Ano. A Time afirmou: "Ela conseguiu criar uma mudança de atitude global, transformando milhões de vagas ansiedades em um movimento mundial que pedia mudanças urgentes. Ela ofereceu um apelo moral para aqueles que estão dispostos a agir e lançou vergonha para aqueles que não o são", reitera a Time. "Ela concentrou a atenção do mundo nas injustiças ambientais que jovens ativistas indígenas protestam há anos. Por causa dela, centenas de milhares de adolescentes 'Gretas', do Líbano à Libéria, deixaram a escola para liderar seus colegas nas greves climáticas em todo o mundo". Greta agradeceu em uma mídia social: "Uau, isso é inacreditável! Compartilho essa grande honra com todos do movimento #FridaysForFuture e com os ativistas climáticos de todos os lugares".
Esteve na lista das 100 Mulheres da BBC de 2019.

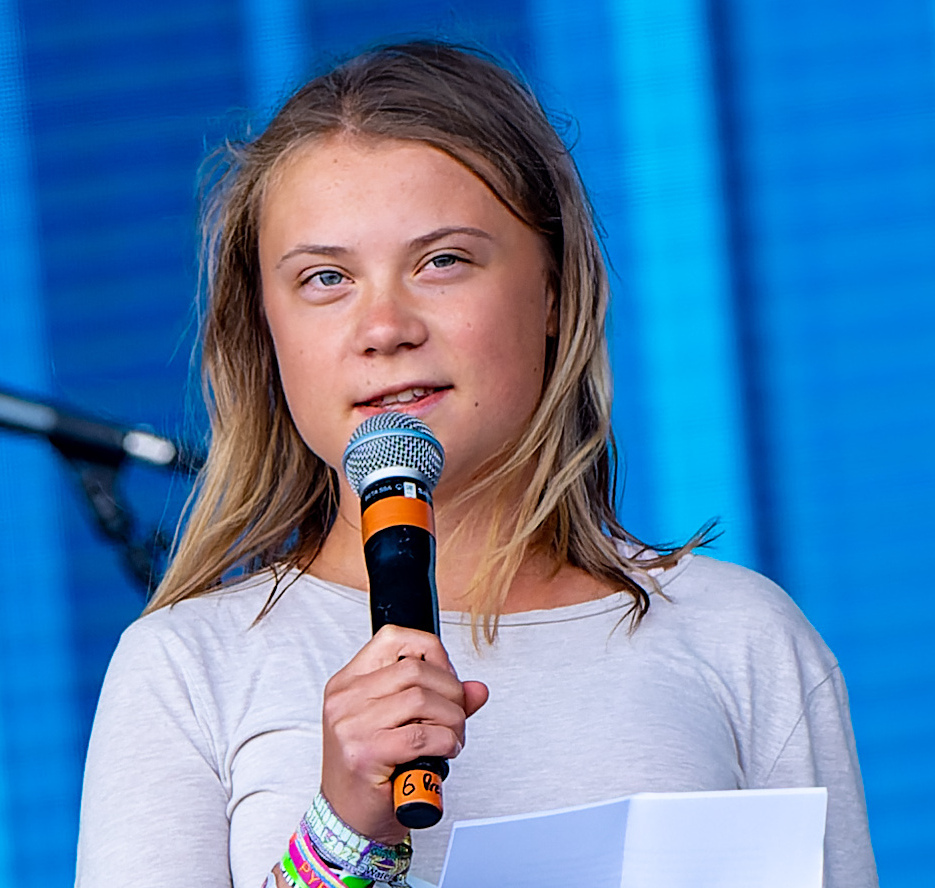
Thunberg discursando em Glastonbury, em 2022.

Em abril de 2020, uma nova espécie antártica de Collembola, foi batizada "Friesea gretae" em homenagem a Greta Thunberg.
Em Julho de 2020 foi galardoada com o Prémio Gulbenkian para a Humanidade.
Em 11 de janeiro de 2022, uma nova especie de sapo descoberta por pesquisadores do Panamá, Brasil, Alemanha e Tchéquia recebeu o nome científico Prismantis gretathunbergae, em homenagem a ativista sueca.